# Sauvan
Pour les articles homonymes, voir Sauvan (homonymie).
Louis de Sauvan d'Aramon, dit Sauvan, né en mars 1996, est un auteur-compositeur-interprète et parolier français.

## Biographie

### Jeunesse
Après son bac, Louis entreprend des études de droit. Après 5 ans à l'université, il passe le concours du Barreau à Paris, et y intègre l'École de Formation du Barreau (EFB).

### Carrière musicale
Dès le lycée, Louis participe activement à un groupe de rock avec des amis, avec lesquels il participe à des concours et tremplins. Après avoir pris des cours de guitare et de piano plus jeune, il poursuit l'apprentissage de la guitare en autodidacte. Il s'intéresse en parallèle à la MAO, et publie des remix sur SoundCloud.
Sous le nom d'artiste Sauvan (qui n'est autre que son nom de famille), Louis sort son premier titre, Coco, en février 2020, alors qu'il est à l'étranger pour ses études. Dans ses débuts, il produit l'intégralité de ses morceaux par ses soins, préférant la liberté offerte par ce mode de production à la procédure cadrée d'un studio de musique. Par la suite, les morceaux s'enchaînent : Rhum-Coca, Le Lion, Héloïse, Fiat 500 et Lolita sortent cette même année. Durant l'été, Sauvan donne une série de concerts, à l'occasion de divers événements : anniversaires, mariages, événements étudiants...
Son titre phare, "Héloïse", sorti en septembre 2020, a rencontré un succès notable, accumulant plus de 2,3 millions d'écoutes sur les plateformes de streaming.
En 2021, après avoir sorti son titre La Cabane dans le ciel qui cumule plus d'1,2 million d'écoutes, Sauvan signe son premier contrat d'artiste avec le label MIM Records.
En 2023, Sauvan rejoint Triple-Double, une structure hybride opérant entre le label et l’agence de management. Cette collaboration lui a permis d’accompagner l’évolution de sa carrière tout en conservant une certaine indépendance artistique.
Cette même année, il sort son premier EP intitulé "Le Temps des Mirabelles", suivi en 2024 par "Crépuscule", un EP de cinq titres où il continue d'explorer son univers néo-rétro et sa volonté de replacer les chansons à texte au cœur de la fête.
Sur scène, Sauvan a su conquérir le public avec de nombreux concerts, en partenariat avec la société de production Le Périscope. Après avoir rempli des salles parisiennes telles que La Boule Noire, La Maroquinerie ou encore La Cigale le 8 février 2024, il a réalisé une tournée en province, passant par des villes comme Lille, Lyon, Bordeaux, Nantes, Rennes, Angers, Toulouse et Marseille,.

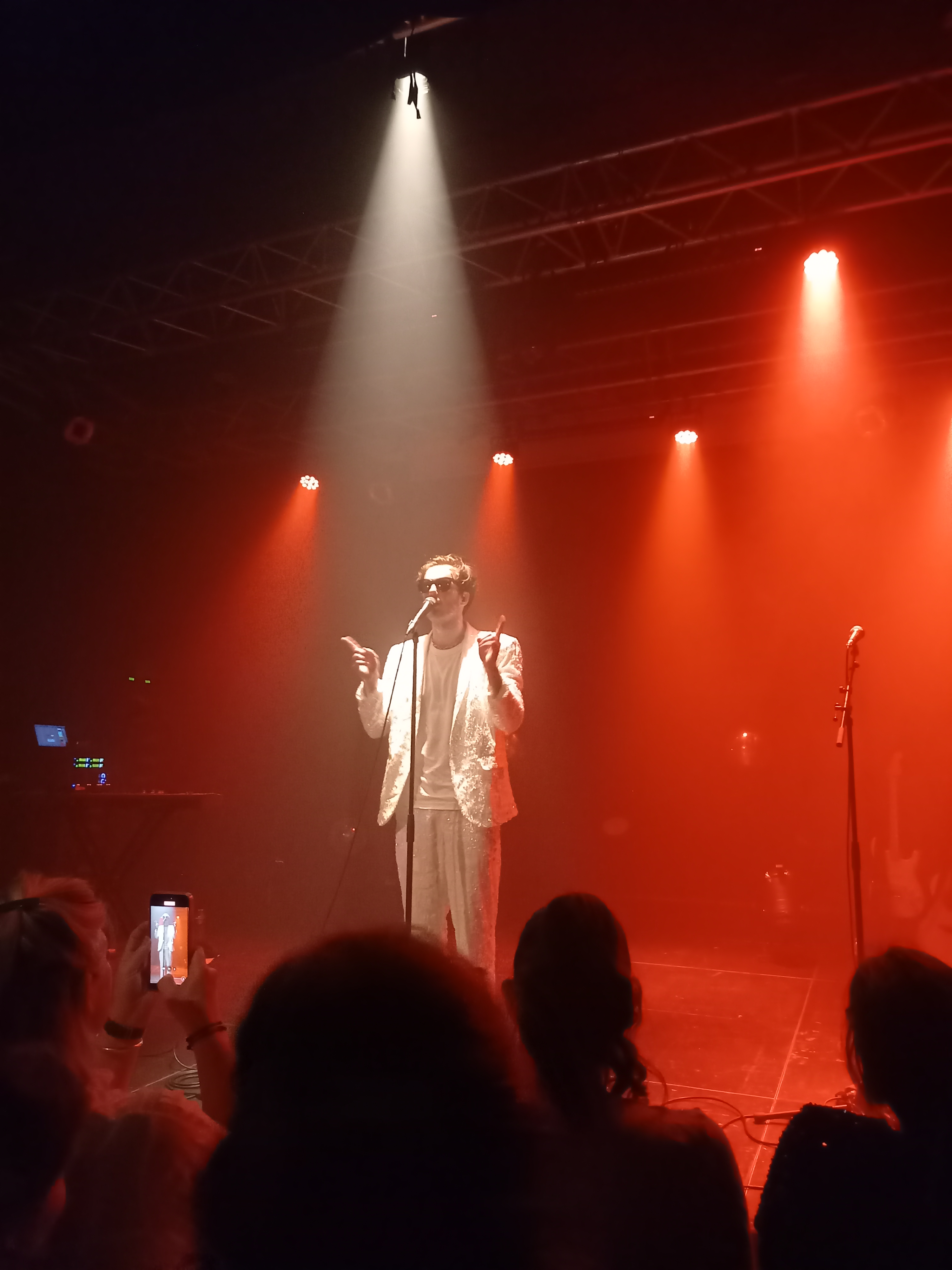
Concert de Sauvan à Rennes le 22 janvier 2025.

Son concert à l'Olympia le 23 janvier 2025 marque un moment fort de sa carrière, confirmant sa place sur la scène musicale française.

## Discographie

### Singles
- Coco (2020)
- Rhum Coca (2020)
- Le Lion (2020)
- Héloïse (2020)
- Fiat 500 (2020)
- Lolita (2020)
- Cadillac avec Weizman et Koolka (2021)
- Le Sud (2021)
- La Belle Epoque (2021)
- La cabane dans le ciel (2021)
- Monsieur papillon (2022)
- La belle étoile (2022)
- Le temps des mirabelles (2023)
- Olympia avec Xad et Sans Lactose (2023)
- Monsieur Disco (2023)
- Sans vous (2024)
- L'amour dure trois mois avec Pierre Faury (2024)
- J'M (2025)